# Памятный знак Дроздовицкому бою
Памятный знак Дроздовицкому бою или Памятный знак в честь Дроздовского вооруженного восстания против немцев и гетманцев в декабре 1918 года — памятник истории местного значения возле села Дроздовица.

## История
Решением исполкома Черниговского областного совета народных депутатов трудящихся от 31.05.1971 № 286 присвоен статус памятник истории местного значения с охранным № 573.

## Описание
Памятный знак был установлен в 1958 году на окраине села Дроздовица в честь участников борьбы против немецко-австрийских войск и внутренней контрреволюции. 
После немецко-австрийской оккупации Городнянского уезда в марте 1918 года расположенная в лесах Дроздовица стала опорным пунктом формирования повстанческих сил. На начало 1918 года тут была создана большевистская организация, которая, наладив связи с Черниговским и Гомельским ревкомами, развернула работу среди населения. В июне 1918 года сборы подпольных партийных организаций Городнянского уезда избрали подпольный ревком в составе П. В. Петровского (глава), П. А. Манойленко, Е. Г. Шобика, А. Г. Кулеша. Подпольный ревком в ночь с 17 на 18 декабря принял решение начать восстание. Узнав об этом, командование расположенного в Городне гарнизона немецко-австрийских оккупантов и гетманцев направило в Дроздовицу карательный отряд. Партизаны и повстанцы, собравшиеся со многих сёл уезда, 19 декабря, после 6-часового боя разгромили карателей и до прибытия Таращанского полка восстановили советскую власть в селе Дроздовица, в ряде сёл Тупической, Мощонской, Старо-Боровичской, Ярыловичской, Добрянской и других волостей. 
Памятный знак представляет из себя 2-метровую бетонную пирамиду с надписью: «Тут партизани Дроздовиці та інших сіл Городнянщини 19 грудня 1918 року  розгромили загін німецьких окупантів і відновили Радянську владу в селі» («Здесь партизаны Дроздовицы и других сёл Городнянщины 19 декабря 1918 года разгромили отряд немецких оккупантов и восстановили Советскую власть в селе»).